# Protanura
Genre
Protanura est un genre de collemboles de la famille des Neanuridae.

## Liste des espèces
Selon Checklist of the Collembola of the World (version du 13 octobre 2019) :
- Protanura aleo (Christiansen & Bellinger, 1992)
- Protanura burti Fernando, 1957
- Protanura capitata Folsom, 1932
- Protanura carpenteri Mukerji, 1932
- Protanura citronella (Carpenter, 1904)
- Protanura deharvengi Thibaud & Massoud, 1980
- Protanura lutea Cassagnau & Peja, 1979
- Protanura mediterranea Stach, 1967
- Protanura monticellii Caroli, 1912
- Protanura papillata Cassagnau & Delamare Deboutteville, 1955
- Protanura pseudomuscorum (Börner, 1903)
- Protanura quadrioculata (Börner, 1901)

## Publication originale
- Börner, 1906 : Das System der Collembolen nebst Beschreibung neuer Collembolen des Hamburger Naturhistorischen Museums. Jahrbuch der Hamburgischen Wissenschaftlichen Anstalten, vol. 23, no 2, p. 147-186 (texte intégral).